# Bahnhof Warszawa Główna

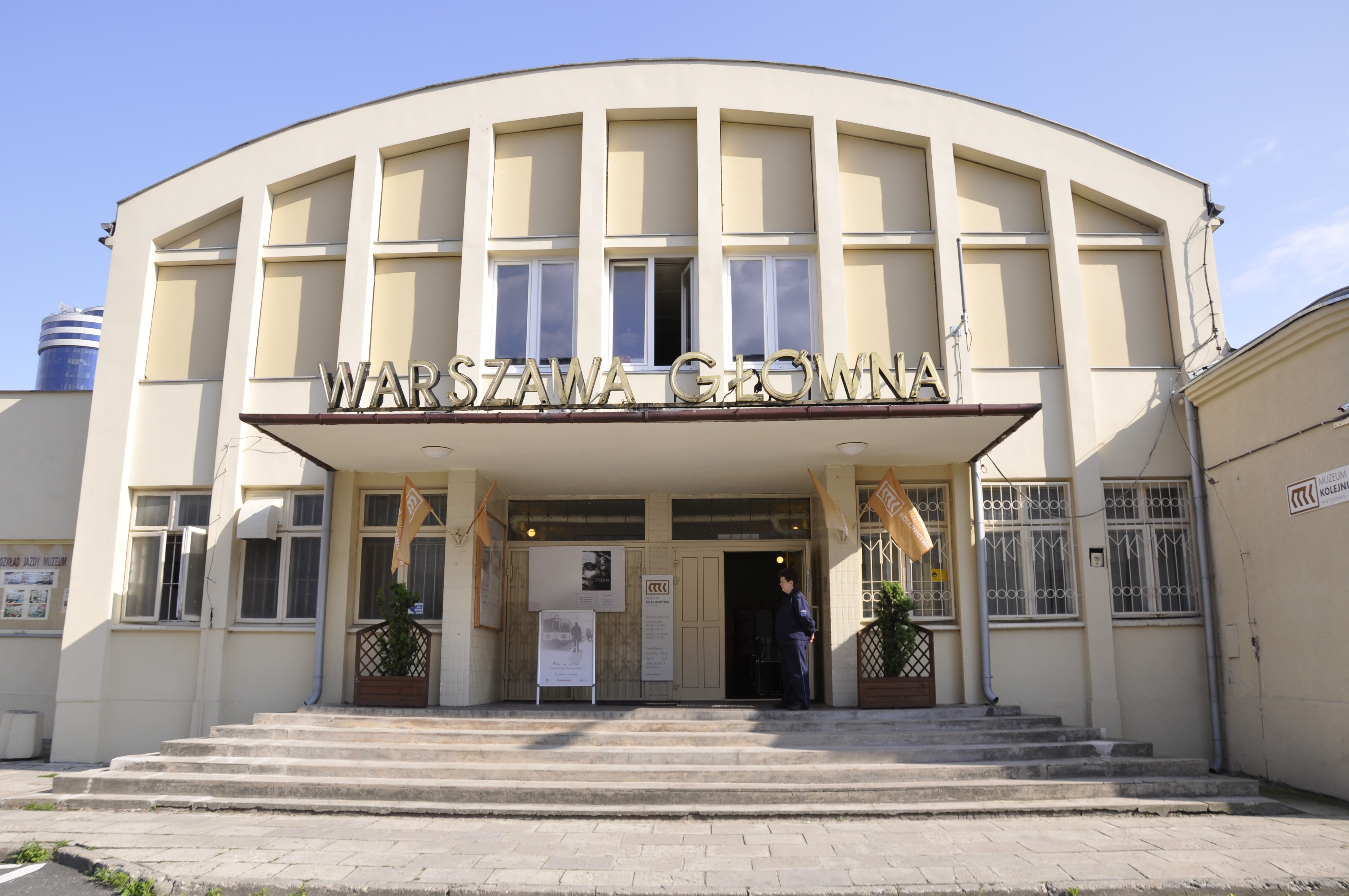
Eingang an der Nordseite, heute Zugang zum Eisenbahnmuseum

Warszawa Główna ist ein Bahnhof im Warschauer Stadtteil Wola an der Ulica Towarowa. Der ursprüngliche Güterbahnhof wurde nach dem Zweiten Weltkrieg Warschaus wichtigster Personenbahnhof. Nach der Instandsetzung der im Krieg beschädigten und in unmittelbarer Nähe verlaufenden Linia Średnicowa verlor er seit den 1960er Jahren an Bedeutung. 1997 wurde der Verkehr im Bahnhof eingestellt.
Die Anlage gehört der staatlichen polnischen Eisenbahngesellschaft und beherbergt seit 1972 das Warschauer Eisenbahnmuseum. Ein Großteil der Anlage ist ungenutzt.
Wegen Bauarbeiten an den Strecken im Innenstadtbereich wurde der Bahnhof 2021 für den Personenverkehr reaktiviert.

## Geschichte
Warszawa Główna ist ein Kopfbahnhof. Er wurde im Jahr 1875 aufgrund von Kapazitätsengpässen beim Güterumschlag im Dworzec Wiedeński geschaffen. Die als Stacja Towarowa Drogi Żelaznej Warszawsko-Wiedeńskiej (dt.: Güterbahnhof der Warschau-Wiener Eisenbahn) bezeichnete Anlage lag an der Warschau-Wiener Eisenbahnlinie rund 1500 Meter westlich des nun nur noch als Personenbahnhof fungierenden Innenstadtbahnhofs und damit außerhalb der damaligen Stadtgrenzen.
Bis zum Zweiten Weltkrieg wurde er ausschließlich als Güterbahnhof genutzt. Nach 1945 und im Rahmen des Wiederaufbaus des stark zerstörten Warschaus diente er 20 Jahre lang provisorisch als Personenbahnhof (Warszawa Główna Osobowa) für Reisende nach und ab Warschau. Durchfahrende Züge hielten hier nicht. Nach einem Entwurf des Architekten Bollogha wurde von 1945 bis 1946 ein schlichtes Bahnhofsgebäude errichtet. Vormalige Güter-Abfertigungseinrichtungen wurden zu Passagierbahnsteigen umgebaut.

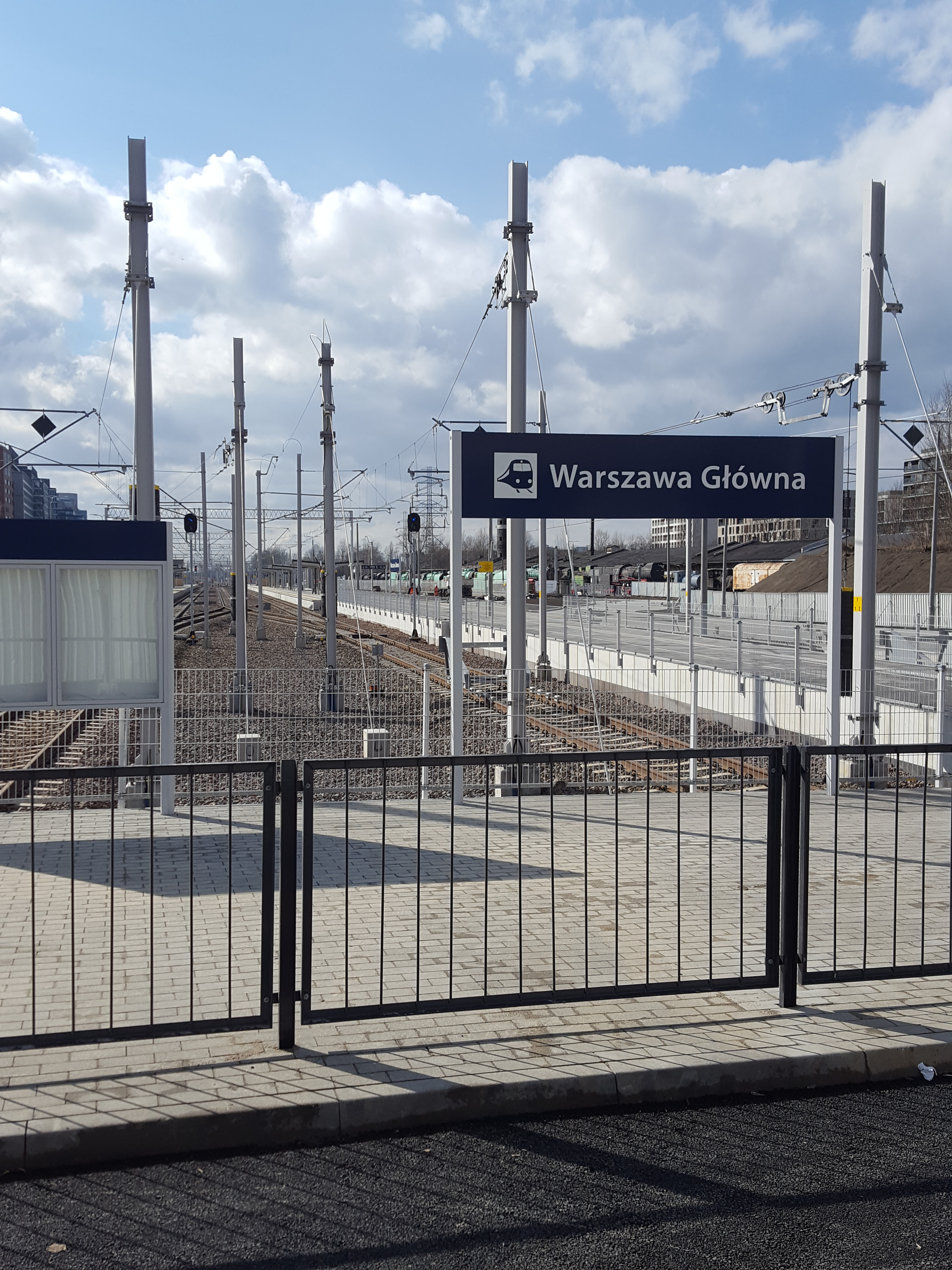
Neue Bahnsteige im März 2021

Ab 1954 wurde der Vorortverkehr an Warszawa Główna vorbei zu einem provisorischen Bahnhof (Vorläufer des späteren Bahnhofs Warszawa Śródmieście) in der Innenstadt geführt. Nach Einrichtung des neuen, unterirdischen Zentralbahnhofs (Warszawa Centralna) in der Stadtmitte verlor Warszawa Główna ab Mitte der 1970er Jahre noch mehr an Bedeutung. Ab diesem Zeitpunkt wurden hier nur noch die Züge von und nach Warka, Radom, Skarżysko-Kamienna und Kielce (Bahnstrecke Warszawa–Kraków) abgefertigt. 1997 wurde der Verkehrsbetrieb vollständig eingestellt.
Wegen umfangreicher Bauarbeiten im Tunel Średnicowy müssen ab März 2021 dort verkehrende Vorortzüge der SKM Warszawa die bisherige Tunnel-Fernbahntrasse benutzen. Aufgrund von Kapazitätsengpässen wurde Warszawa Główna reaktiviert und die Gleise erneuert. Außerdem entstanden zwei 350 Meter lange Bahnsteige. Der planmäßige Personenverkehr im Bahnhof begann am 14. März 2021.

## Spätere Nutzung
Seit dem Jahr 1972 ist hier das Eisenbahnmuseum Warschau untergebracht. Im Jahr 2009 erfolgte eine Renovierung der für das Museum genutzten Gebäudeteile. Die übrige Anlage wird kaum erhalten. Das Gleisvorfeld ist verwildert. Die weitere Nutzung des wertvollen Geländes in Innenstadtnähe ist unklar. Investoren wollen hier Handels- und Bürogebäude errichten.

## Sonstiges
Die Gegend um den Bahnhof wurde früher auch als „Sibirien“ bezeichnet, da von hier während der russischen Revolution von 1905 polnische politische Gefangene in Arbeitslager nach Russland verschickt wurden. Warszawa Główna war häufig Thema in polnischen Filmen, wie auch in einem Lied von Wojciech Młynarski (Niedziela na Głównym).

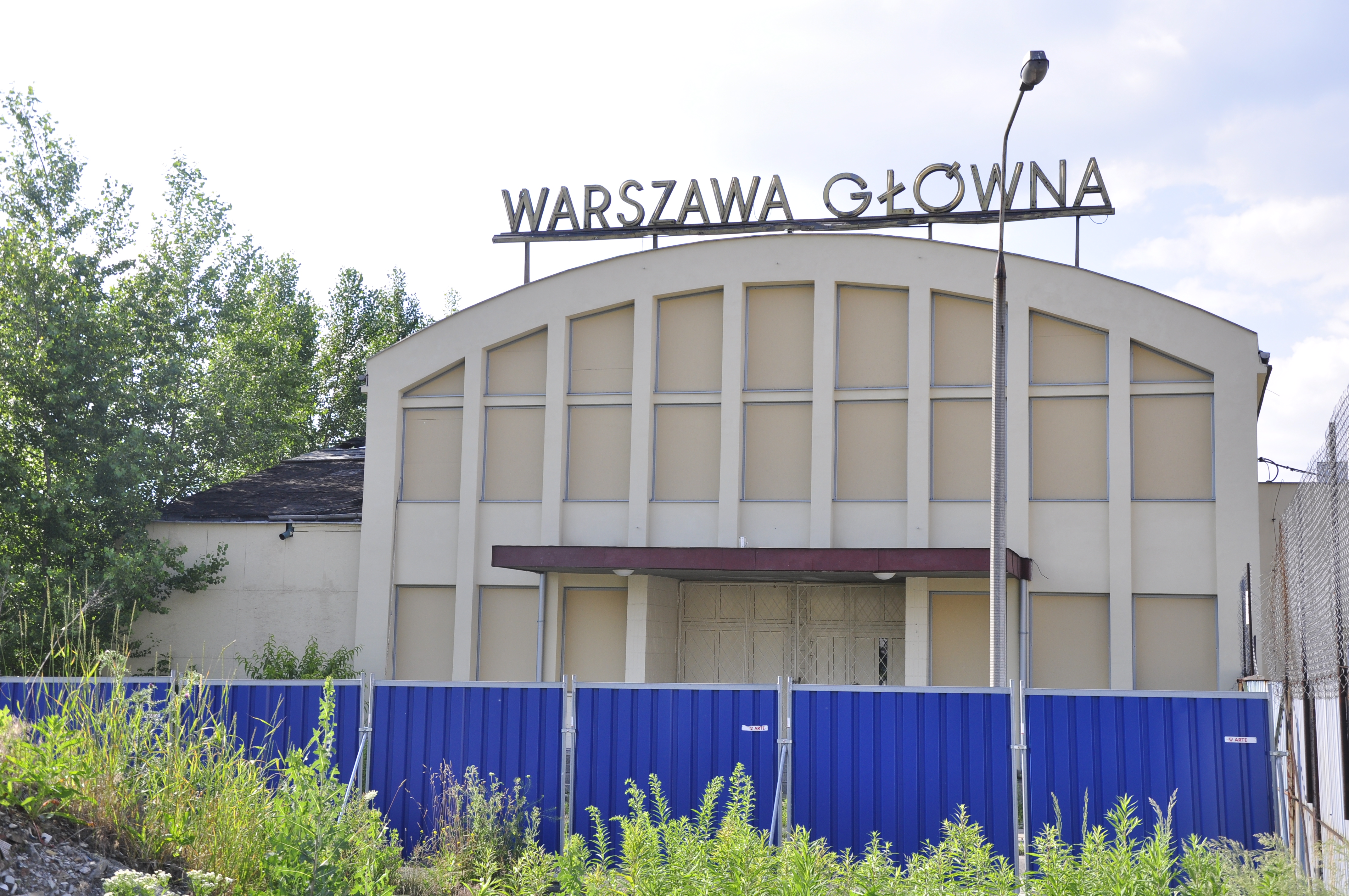
Heute verschlossener ostwärtiger Haupteingang zur Bahnhofshalle
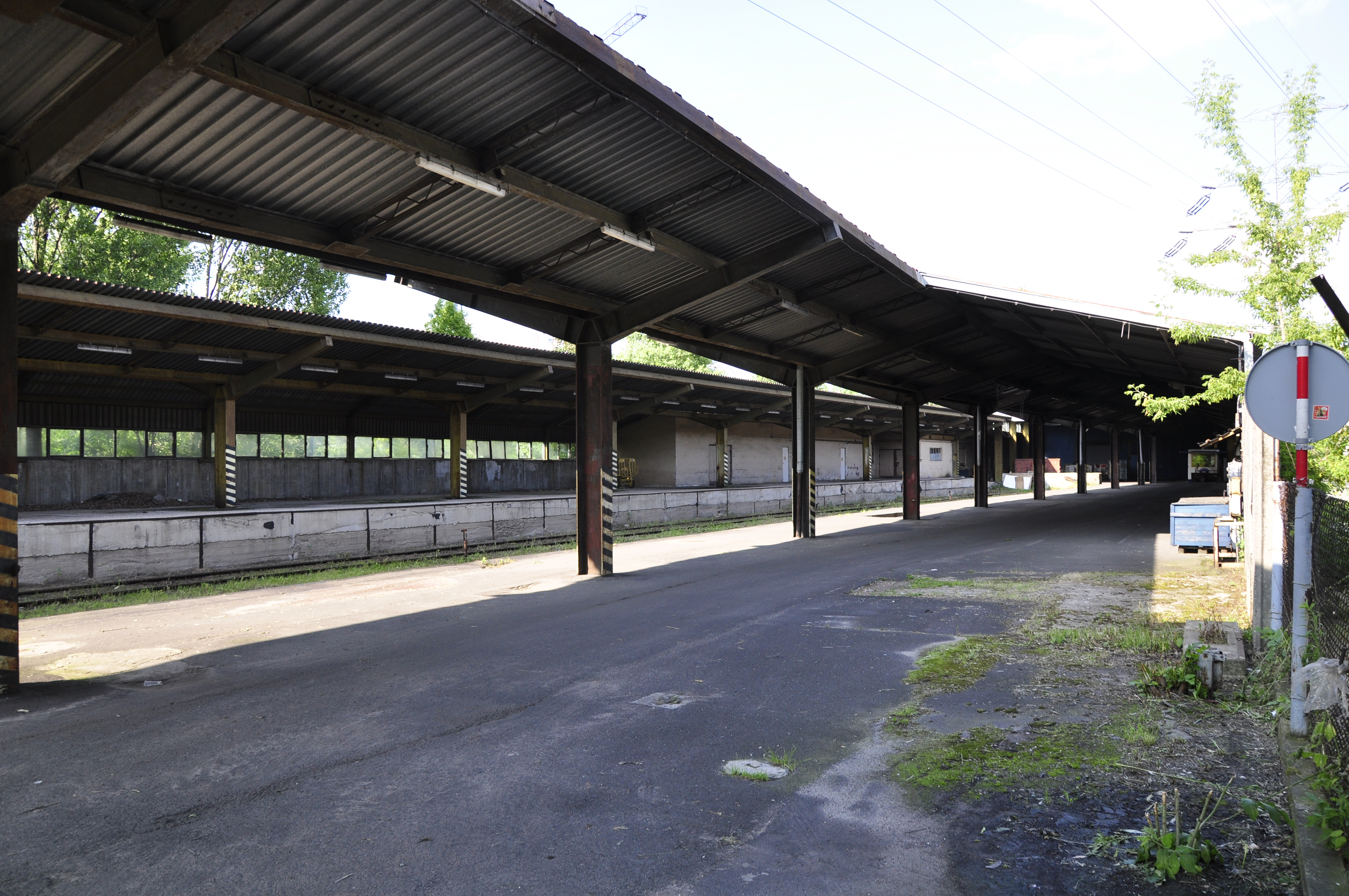
Stillgelegte Bahnsteige des Bahnhofs
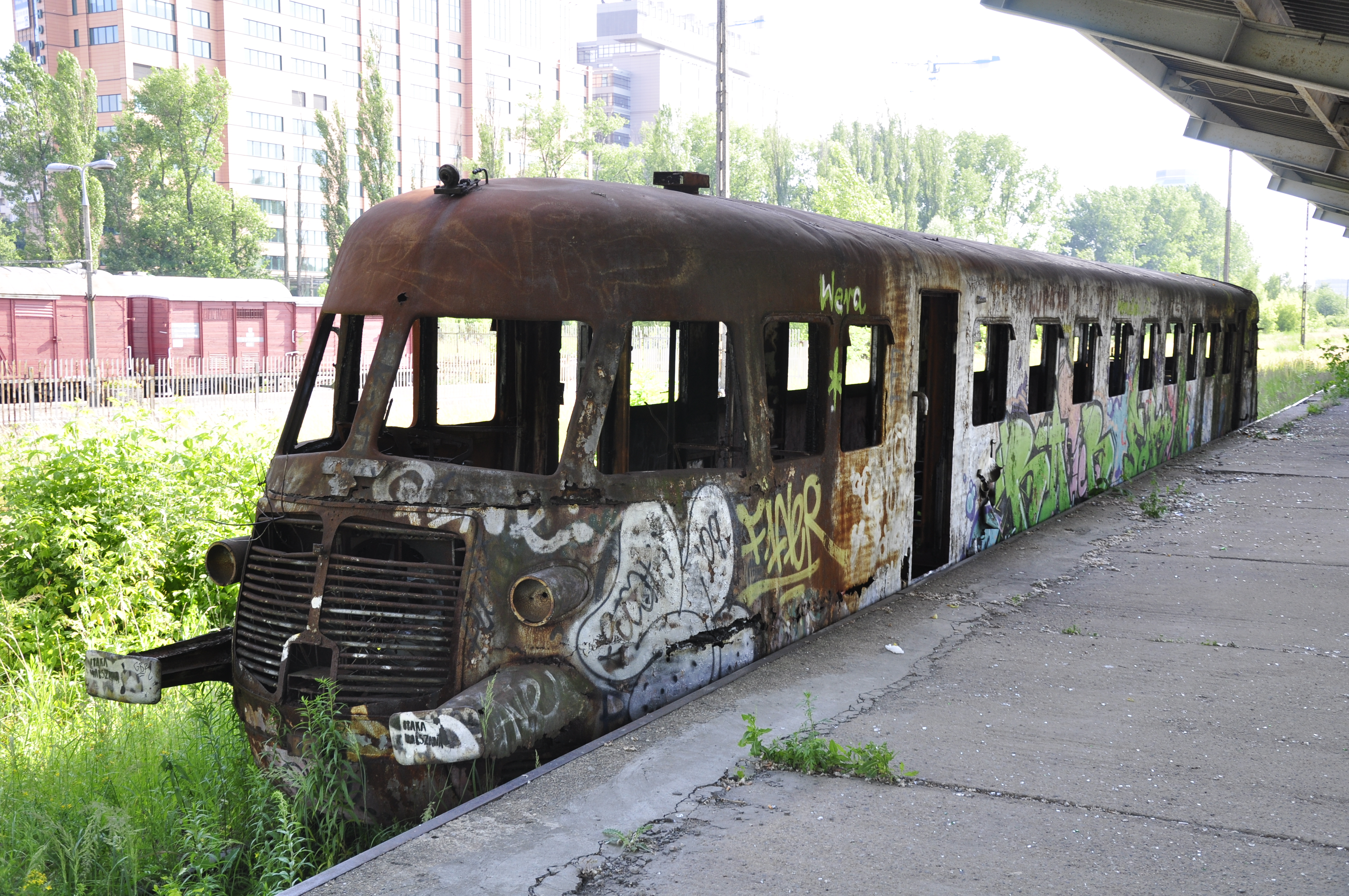
Ausgebranntes Wrack des polnischen SR70-02
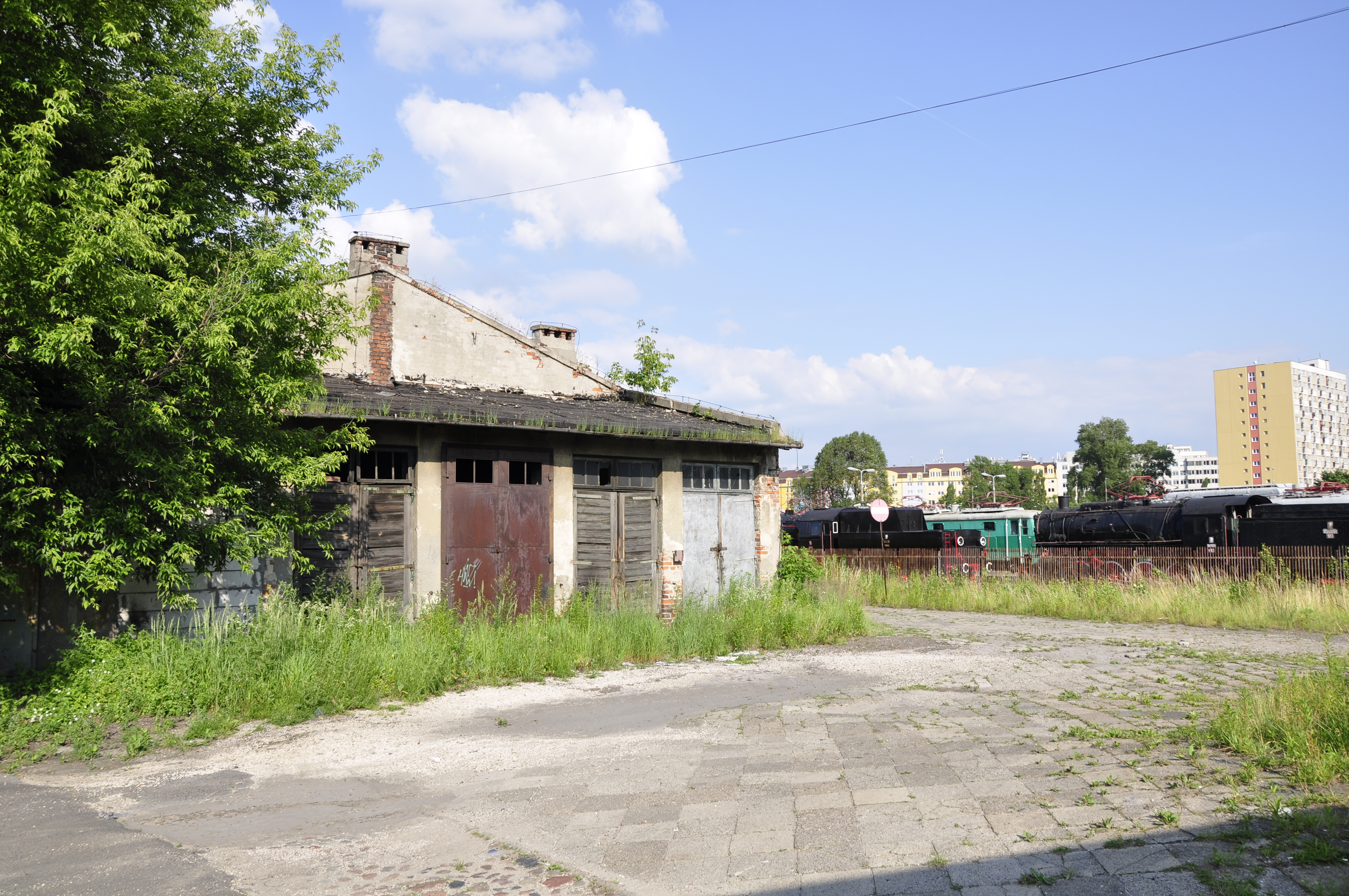
Unbenutztes Abfertigungsgebäude